# Cuasso al Monte
Cuasso al Monte – miejscowość i gmina we Włoszech, w regionie Lombardia, w prowincji Varese.
Według danych na rok 2004 gminę zamieszkiwało 3065 osób, 191,6 os./km².